# Koń ardeński

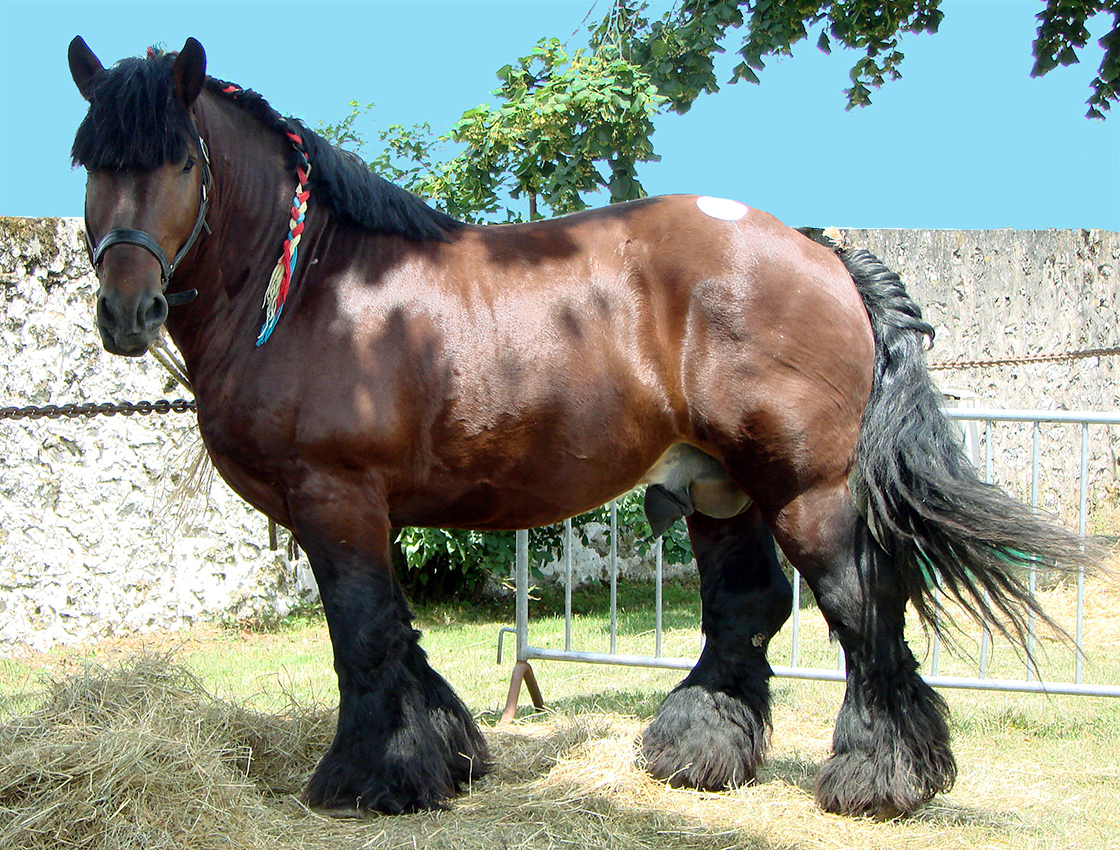

Koń ardeński (arden) – rasa zimnokrwistych koni, wywodząca się z górzystego regionu Ardenów, na pograniczu Belgii i Francji. Konie ardeńskie pochodzą od ciężkich koni, które były przypuszczalnie jednymi z pierwszych koni zimnokrwistych. Uważa się, że na ardena wpływ miały rasy sprowadzone z północy przez legiony rzymskie. 
Na przestrzeni dziejów użytkowano zwierzęta tej rasy jako siłę pociągową oraz w stadzie rozpłodowym, stąd jej wpływ na wiele innych ras. Wywodzi się od niej szereg gałęzi, chociaż podtypy znacznie się różnią, np.: arden belgijski lub szwedzki, koń sokólski, sztumski i łowicki. Obecnie konie tej rasy także używane są jako siła pociągowa.

## Opis
Głowa stosunkowo niewielka o prostym profilu, gruba szyja z obfitą, gęstą grzywą, kończyny krótkie, mocne, ozdobione szczotkami pęcinowymi, głęboka klatka piersiowa. Ich cechą charakterystyczną jest niebywała wytrzymałość, doskonałe wykorzystanie paszy oraz pracowitość i dobry charakter. 
Umaszczenie: najczęściej gniade w wielu odcieniach, kasztanowate, dereszowate i siwe. Wysokość w kłębie: 155–162 cm, masa ciała: 800–1000 kg i więcej.